# Heroes of Might and Magic V: Hammers of Fate
Heroes of Might and Magic V: Hammers of Fate este prima continuare (engleză expansion pack) oficială a jocului video de strategie pe ture Heroes of Might and Magic V. La fel ca și jocul original, a fost editat de Nival Interactive sub îndrumarea Ubisoft. A fost distribuit pe 7 noiembrie 2006. 

## Povestea
Piticii oferă azil prințului Andrei, fiul Isabelei, regina imperiului Grifin din scenariul original. Din cauza aceasta, piticii se vor trezi că luptă pe două fronturi: în conflictul dintre demoni și oameni, dar și împotriva Dark Elves, inamicii lor tradiționali din subterane.

## Gameplay
Hammers of Fate aduce numeroase inovații față de seria originală Heroes of Might and Magic V: o rasă nouă (a piticilor), creaturi noi, generatorul de hărți (care duce re-jucabilitatea la infinit, la fel cum s-a întâmplat cu generatorul de hărți din Heroes of Might and Magic III). În cadrul multiplayer s-a implementat turele simultane care permit desfășurarea rapidă a unui joc de multiplayer în stadiul dezvoltării inițiale de adunare a resurselor și de construcție a castelului. Există și Ghost Mode care permite unui jucător, după ce a apăsat End Turn, să cerceteze harta într-o grafică albastră până când ceilalți jucători își termină tura.